# Saint-Clément-de-Rivière
 Saint-Clément-de-Rivière  es una población y comuna francesa, situada en la región de Occitania, departamento de Hérault, en el distrito de Lodève y cantón de Saint-Gély-du-Fesc.

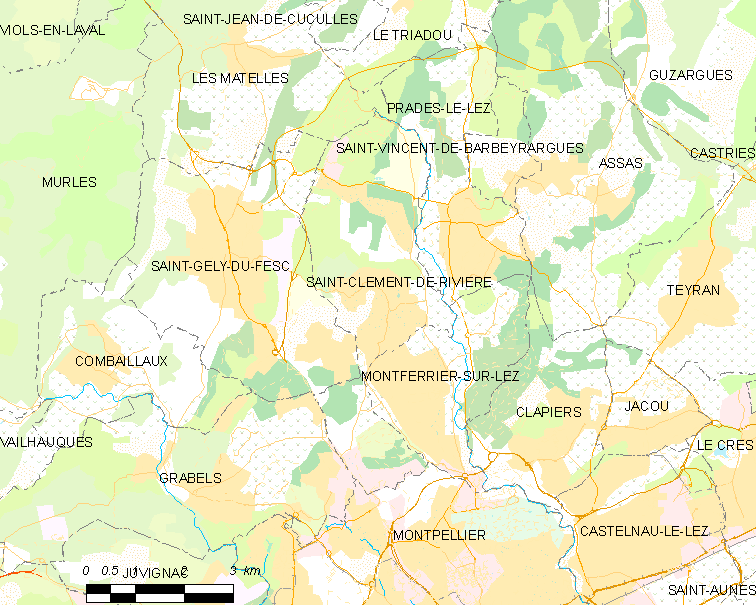
Mapa

## Demografía
| 177 | 236 | 948 | 2100 | 4242 | 4581 | 4804 |
| Para los censos de 1962 a 1999 la población legal corresponde a la población sin duplicidades (Fuente: INSEE [Consultar]) |     |     |      |      |      |      |